# The Heroin Diaries Soundtrack
The Heroin Diaries Soundtrack (często skracane do The Heroin Diaries) - debiutancki album zespołu Sixx:A.M., pobocznego projektu Nikki Sixx(Motley Crue). Album jest soundtrack'iem do autobiografii Sixx'a, The Heroin Diaries: A Year in the Life of a Shattered Rock Star, która opowiada o jego uzależnieniu od heroiny.

## Lista utworów
Opracowano na podstawie materiału źródłowego.
1. X-Mas in Hell - 2:10
2. Van Nuys - 3:52
3. Life Is Beautiful - 3:36
4. Pray for Me - 4:14
5. Tomorrow - 4:05
6. Accidents Can Happen - 4:07
7. Intermission - 2:20
8. Dead Man's Ballet - 5:25
9. Heart Failure - 4:58
10. Girl with Golden Eyes - 4:20
11. Courtesy Call - 4:41
12. Permission - 4:14
13. Life After Death - 3:00